# Literatura cinzenta
Literatura cinzenta: "Diz respeito a publicações não convencionais e não comerciais, semipublicadas, difíceis de encontrar em canais tradicionais de distribuição, com controle bibliográfico ineficaz (não recebem numeração internacional e não são objeto de depósito legal em muitos países), sendo frequentemente não incluídas em bibliografias e catálogos. São produzidas em número limitado de cópias, possuem normas variáveis de produção e edição (desde as mais simples, como um trabalho encadernado em espiral que não apresenta qualidade gráfica, até formas mais elaboradas, em microfilmes, microfichas e capas duras). Apresentam informação e conhecimento altamente atualizados e mais detalhados, alcançam um público reduzido e não são determinadas apenas por interesses comerciais" (BOTELHO; OLIVEIRA, 2015, p. 511).
É um tipo de informação ou resultados da investigação produzida pelas organizações, fora dos canais de publicação e distribuição comerciais ou acadêmicos. 
Literaturas cinzentas comuns incluem relatórios (pesquisa, técnica, projetos etc.), documentos de trabalho, documentos do governo, e avaliações.
As organizações que produzem literatura cinzenta incluem departamentos e agências governamentais, da sociedade civil ou organizações não governamentais, centros acadêmicos e departamentos e empresas privadas e consultores.
Literaturas cinzentas podem ser disponibilizadas ao público, ou distribuídas de forma privada dentro de uma organização ou grupo, e muitas vezes não têm meio sistemático de distribuição e coleta. O padrão de qualidade, avaliação e produção também pode variar consideravelmente.
Literatura cinzenta é, portanto, muitas vezes difícil de descobrir, acessar e avaliar.

## Definições
O conceito de literatura cinzenta surgiu gradualmente desde a década de 1970. Quando Charles P. Auger publicou a primeira edição de sua obra de referência sobre "relatórios de literatura", em 1975, ele não usou o termo "literatura cinzenta".
No entanto, a consideração que ele fez sobre este "vasto corpo de documentos", com a sua "contínua quantidade crescente", a "dificuldade que apresenta para o bibliotecário", sua ambiguidade entre o caráter temporário e durabilidade, e seu impacto crescente na pesquisa científica, era inteiramente compatível com o que agora é chamado de literatura cinzenta.
Embora reconhecendo os desafios da literatura relatos, ele também reconheceu que realizou um "número de vantagens em relação a outros meios de divulgação, incluindo maior velocidade, maior flexibilidade e a oportunidade de entrar em detalhes consideráveis, se necessário". Para Auger, os relatórios eram um meio de "meia-publicação" comunicação com uma "complexa inter-relação com as revistas 
científicas".  
Na segunda edição de seu livro, publicado em 1989, ele adotou o termo "literatura cinzenta".
A chamada "definição do Luxemburgo", discutida e aprovada na Terceira Conferência Internacional sobre Literatura Cinzenta em 1997, definiu literatura cinzenta como "aquilo que é produzido em todos os níveis de governo, acadêmicos, empresas e indústria em formatos impresso e eletrônico, mas que não é controlada por editoras comerciais”. 
Em 2004, na Sexta Conferência em Nova York, um pós-escrito foi adicionado para fins de esclarecimento: a literatura cinzenta é "... não controlada por editoras comerciais, isto é, onde a publicação não é a atividade primária do corpo produzido" . Essa definição tem sido amplamente utilizada e é amplamente aceita. 
O Grupo de Trabalho dos EUA Interagency de Literatura cinzenta (IGWG), no seu "Plano Funcional Informação cinzenta", de 1995, definiu literatura cinzenta como "material de fonte aberta estrangeira ou nacional, que geralmente está disponível através de canais especializados e não podem entrar canais ou sistemas de publicação normais , distribuição, controle bibliográfico, ou aquisição, por livreiros ou agentes de subscrição ".
Outros termos utilizados para este material, tanto no passado e ainda hoje, incluem literatura relatório, publicações do governo, documentos de política, literatura fugitiva literatura não convencional, não publicados, publicações não-tradicionais, e muitos outros. Com a introdução de editoração eletrônica e da internet, novos termos acrescentados à lista incluem publicações eletrônicas, publicações on-line, recursos on-line, pesquisa de acesso aberto e documentos digitais.
Enquanto  literatura cinzenta termo  bastante obscuro e difícil de definir, ele tem a vantagem de ser um termo coletivo que pesquisadores e profissionais da informação concordaram que  podem usar para discutir este grupo distinto, mas desigual de recursos.
Em 2010, D. J. Farace e J. Schöpfel apontou que as definições existentes de literatura cinzenta eram predominantemente econômica, e argumentou que num ambiente de investigação em mudança, e com novos canais de comunicação científica, literatura cinzenta precisava de um novo quadro conceptual.
Eles propuseram uma nova definição ("Praga Definition"): "literatura cinzenta representa os tipos de documentos múltiplas produzidas em todos os níveis de governo, acadêmicos, empresas e indústria em formatos impressos e eletrônicos que estão protegidos por direitos de propriedade intelectual, de qualidade suficiente para ser coletado e preservado pela biblioteca explorações ou repositórios institucionais, mas não controladas por editoras comerciais, ou seja, em que a publicação não é a atividade principal do corpo de produção.
Hoje, devido ao grande sucesso da publicação na web e acesso a documentos, o foco mudou para a qualidade, a propriedade intelectual, e curadoria. Sem a revisão mencionada acima, há riscos de definição atuais se tornarem obsoletos, devido à sua incapacidade de diferenciar literatura cinzenta de outros documentos.

## Impacto
A importância relativa da literatura cinzenta é em grande parte dependente de disciplinas de investigação e temas, sobre as abordagens metodológicas, e sobre as fontes utilizadas. Em alguns campos, especialmente  ciências da vida e ciências médicas, tem havido uma preferência tradicional por apenas usar revistas acadêmicas revisadas por pares, enquanto em outros, como a agricultura, aeronáutica e as ciências de engenharia em geral, a literatura cinza tendem a predominar.
Nas últimas décadas, revisões sistemáticas da literatura em saúde e medicina estabeleceram a importância de descobrir e analisar literatura cinzenta como parte da base de evidências e evitar viés de publicação.
literatura cinzenta é particularmente importante como um meio de distribuição de políticas e práticas de informação científica e técnica e pública. Profissionais insistem na sua importância por duas razões principais: resultados da investigação são muitas vezes mais detalhada em relatórios, teses de doutorado e actas de conferências do que em revistas , e eles são distribuídos nessas formas até 12 ou até 18 meses antes de serem publicados em outros lugares. Alguns resultados simplesmente não são publicados em qualquer outro lugar.
Em particular, as administrações públicas e os laboratórios de investigação públicos e industriais produzem uma grande quantidade de material "cinza", muitas vezes para uso interno e em alguns casos, "restrito". A noção de políticas baseadas em evidências também tem visto algum reconhecimento da importância da literatura cinzenta como parte da base de evidências no entanto, o termo ainda não é amplamente utilizado em políticas públicas e as ciências sociais de forma mais ampla.